# Campylopodium
Campylopodium là một chi rêu trong họ Dicranaceae.